# Svenske kronor
Svenske kronor er (som det fremgår af navnet) den valuta, der bliver brugt i Sverige. 
Navnesammenfaldet med danske kroner er ikke tilfældigt, for det var oprindelig den samme valuta. Danmark og Sverige indgik i 1873 den Skandinaviske Møntunion med den fælles valuta krone (Norge kom med i 1876, af samme grund hedder valutaen i Norge norske kroner).  Møntunionen fungerede i praksis frem til 1. verdenskrig, formelt dog indtil 1972.

## Mønter og sedler
- 1-, 5- og 10-kronorsmynt[2]
  - Pr. 30. september 2010 blev den sidste øresmønt, 50-öringen, ugyldig[3].
  - Ældre 2-kronesmønter med Kong Gustav VI Adolf var gyldige t.o.m. d. 30. juni 2017
  - I oktober 2016 indførte Sveriges Riksbank en ny møntserie med 1-, 2- og 5-kronorsmynt. Den daværende 10-kronorsmynt forblev uforandret[4].

Sedler
- Tjugo kronor (20) – Astrid Lindgren[5], børnebogsforfatter. Gyldig fra d. 1. oktober 2015
- Femtio kronor (50) – Evert Taube[5], digter og musiker. Gyldig fra d. 1. oktober 2015
- Två hundra kronor (200) – Ingmar Bergman[5], filminstruktør. Gyldig fra d. 1. oktober 2015
- Ett hundra kronor (100) – Carl von Linné[6], botaniker og zoolog. Ugyldig efter d. 30. juni 2017
- Fem hundra kronor (500) – Karl XI[7], konge af Sverige 1660-97. Ugyldig efter d. 30. juni 2017
- Ett tusen kronor (1000) – Dag Hammarskjöld[5], FN's generalsekretær 1953-61. Gyldig fra d. 1. oktober 2015

## Nye sedler
I 2015-16 indførte Sveriges Riksbank en ny seddelserie med de nuværende valører samt 200-kronorssedlar.
- Tjugo kronor (20) – Astrid Lindgren[5], børnebogsforfatter. Gyldig fra d. 1. oktober 2015
- Femtio kronor (50) – Evert Taube[5], digter og musiker. Gyldig fra d. 1. oktober 2015
- Ett hundra kronor (100) – Greta Garbo[5], skuespillerinde. Gyldig fra oktober 2016
- Två hundra kronor (200) – Ingmar Bergman[5], filminstruktør. Gyldig fra d. 1. oktober 2015
- Fem hundra kronor (500) – Birgit Nilsson[5], operasangerinde. Gyldig fra oktober 2016
- Ett tusen kronor (1000) – Dag Hammarskjöld[5], FN's generalsekretær 1953-61. Gyldig fra d. 1. oktober 2015

### Før oktober 2015
Før oktober 2015 havde man sedlerne: 
- Tjugo kronor (20) – Selma Lagerlöf[9], forfatter.
- Femtio kronor (50) – Jenny Lind[10], operasangerinde.
- Ett hundra kronor (100) – Carl von Linné[11], botaniker og zoolog.
- Fem hundra kronor (500) – Karl XI[12], konge af Sverige 1660-97.
- Ett tusen kronor (1000) – Gustav Vasa[13], konge af Sverige 1523–60.